# Abdelkader Ghlamallah
Ne doit pas être confondu avec Bouabdellah Ghlamallah.
 (octobre 2012).
Si vous disposez d'ouvrages ou d'articles de référence ou si vous connaissez des sites web de qualité traitant du thème abordé ici, merci de compléter l'article en donnant les références utiles à sa vérifiabilité et en les liant à la section « Notes et références ».
Abdelkader Ghlamallah, né le 26 août 1960 à Mostaganem,  est un auteur-compositeur-interprète, chef d'orchestre et pédagogue algérien. Il est considéré comme un cheikh de la musique arabo-andalouse du chaâbi algérien.

## Biographie et parcours musical
Abdelkader Ghlamallah  est né le 26 août 1960 dans le quartier de La Porte la Marine, non loin du port de Mostaganem.
Il grandit et fait des études jusqu'au lycée dans la séculaire de La Porte La Marine. Ghlamallah poursuit ses études à l'institut d’Oran ou il obtient son diplôme de professeur de musique. En côtoyant dès son jeune âge des musiciens tels que Habib Bettaher et Houari Chalabi qui étaient des passionnés de musique arabo-andalouse et chaâbi algérois, il grandit dans cette ambiance favorable à la musique. Il commence sa carrière de musicien en s’inscrivant à l'école « Nadi El-Hillal » dans sa ville natale . Il est beaucoup plus attiré par les instruments et les intonations musicales. Multi-instrumentiste, Ghlamallah Abdelkader est d'abord remarqué pour son jeu à la guitare et au piano avant de choisir le mandole en 1979 qu'il étudie d'abord avec le maître de la musique andalouse.
Abdelkader Ghlamallah est aussi un chercheur dans le patrimoine musical. Il a de nombreux ouvrages dans ce domaine. Sa maîtrise de la langue arabe lui a valu plusieurs participations dans des conférences consacrées à la musique andalouse.
En marge de son parcours de musicien, Abdelkader exerce aussi dans le monde associatif : il préside l’association Abdelkader Bentobdji et il est vice-président de l'association ES-Senoucia. Il continue jusqu'à présent à enseigner la musique andalouse au conservatoire de « Nadi El-Hillal Takafi de Mostaganem  ». Par le passé, il a formé de nombreux chanteurs qui sont actuellement connus dans le domaine de l'andalous et du chaâbi.

## Discographie

### Chansons
- Sidi Belkacem - De Sidi Kaddour Benslimane.
- Sali ya rabi - De Sidi Ahmed Allaoui.
- Mohamadia - De Sidi Charaf eddine Boussayri.
- Khedidja - De Abdelkader Ghlamallah.

### Enregistrements
- Album Chaâbi (Algérie 1986)
- Album Chaâbi Moderne (Paris 1988)
- Album Chaâbi Moderne (Paris 1992)
- Album Chaâbi Moderne (Algérie 1996)
- Album Chaâbi Moderne (Algérie 1999)
- Album Chaâbi (Algérie 2000)
- Album Chaâbi (Algérie 2001)
- Album Chaâbi (Algérie 2003)
- Album Chaâbi (Algérie 2008)
- Radio Algérienne (plusieurs passages)
- TV Algérienne (plusieurs passages)